# Autrey (Vosges)
Autrey é uma comuna francesa na região administrativa do Grande Leste, no departamento de Vosges. Estende-se por uma área de 17.42 km², e possui 282 habitantes, segundo o censo de 2018, com uma densidade de 16 hab/km².